# Девід Еллардіс Вебб
Девід Еллардіс Вебб (ірл. David Allardice Webb, 1912–1994) — ірландський ботанік .

## Наукова діяльність
Девід Еллардіс Вебб спеціалізувався на насіннєвих рослинах . Він описав декілька десятків видів рослин. Автор книги «Флора Ірландії» (An Irish Flora), яка опублікована у 1943, перевидана у 1953 та 1977 роках.

## Деякі публікації
- 1948. Notes Preliminary to a Revision of the Irish Dactyloid Saxifrages. Proc. Royal Irish Academy 51 (B): 16.
- Webb, DA; MJP Scannell. 1983. Flora of Connemara and the Burren. Ed. Cambridge Univ Pr. ISBN 0-521-23395-X .